# 장수길 (정치인)
장수길(張秀吉, ?~2013년 11월 27일)은 조선민주주의인민공화국의 군인이자, 정치인이다.  조선인민군 중장 및 조선로동당 행정부 부부장이던 그는 2013년에 장성택이 숙청되면서 장성택의 측근이던 그도 같이 처형되었다.